# 乔雷琳·卡拉巴利
乔雷琳·达妮埃拉·卡拉巴利·马丁内斯（西班牙語：Jorelyn Daniela Carabalí Martínez；1997年5月18日—），哥伦比亚女子职业足球运动员，司职中后卫，目前效力于布赖顿足球俱乐部和哥伦比亚国家女子足球队。她曾代表哥伦比亚参加2024年夏季奥林匹克运动会女子足球比赛。